# Katayama Nampū

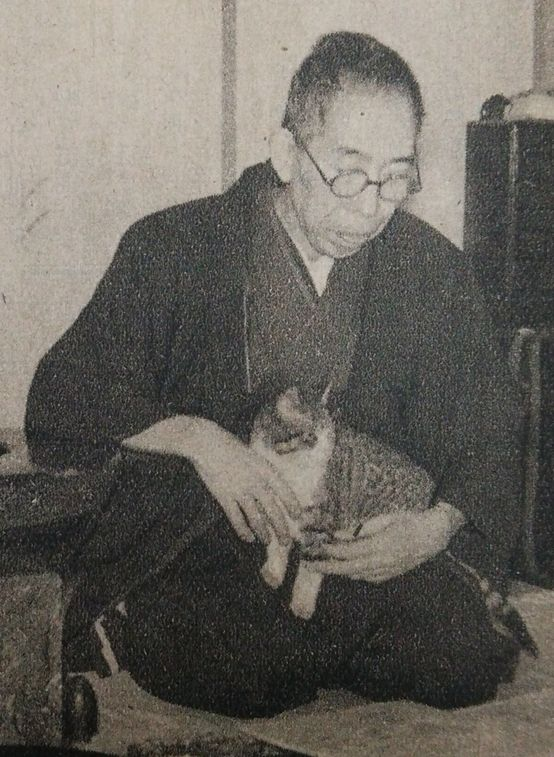
Katayama, 1948

Katayama Nampū (japanisch 堅山 南風, eigentlich Katayama Kumaji (堅山 熊次); geb. 12. September 1887 in der Präfektur Kumamoto; gest. 30. Dezember 1980) war ein japanischer Maler der Nihonga-Richtung während der Taishō- und Shōwa-Zeit.

## Leben und Werk
Katayama Nampū ging 1910 nach Tōkyō und wurde dort Schüler von Takahashi Kōko (1875–1912), der seinerseits Schüler von Matsumoto Fūko (1840–1923) gewesen war. Ursprünglich war er an historischen Themen  interessiert, aber nach dem Tode seines Lehrers begann er, die Arbeiten des Imamura Shikō zu bewundern. 
Katayamas Werk mit dem Titel „霜月ごろ“ (Shimotsuki goro, Im November) gewann auf Empfehlung Yokoyama Taikans auf der 7. Bunten-Ausstellung 1913 den zweiten Preis und brachte ihm große Anerkennung. Katayama beteiligte sich ab dieser Zeit auf den kurz „Inten“ genannten Ausstellungen des wiedererstandenen Nihon Bijutsuin, das ihn 1924 als Mitglied aufnahm. 1916 bis 1917 unternahm er eine Indienreise. 1929 arbeitete Katayama zusammen mit Yokoyama Taikan, Nakamura Gakuryō, Arai Kampō (荒井寬方; 1878–1945) und anderen an der Ausmalung von Schiebetüren (襖絵, Fusuma-e) für den Nikkō Tōshō-gū.
1958 wurde Katayama Mitglied der Akademie der Künste. 1967 erhielt er den Auftrag, den „Wiehernden Drachen“ (鳴き竜, Naki-ryū) für die Decke der Yakushidō-Halle des Rinnō-ji zu malen. 1968 wurde er zur Person mit besonderen kulturellen Verdiensten ernannt und gleichzeitig mit dem Kulturorden ausgezeichnet. Katayama blieb auch im Alter sehr aktiv und zeigte seine Werke auf der Inten und der Nitten. So reiste er im März 1975 mit dem jüngeren Malerfreund Matsuo Toshio (1926–2016) nach Tahiti und brachte viele Skizzen mit zurück, die er dann auf Ausstellungen zeigte. 1978 schuf er Wandmalereien für den Tempel des Kōdōyōkan (孝道教団本仏殿) in Yokohama.
Katayama war gut in der Landschaftsmalerei, in den klassischen „Blumen und Vögel-Bildern“ (花鳥画, Kachō-ga) und in Porträts. Zu seinen bekannten Werken gehören „白雨“ (Haku’u, Durchsonnter Regen; 1951), die Porträts (zum Teil posthum) seiner Freunde „Herr O“ (1954), „Mushanokōji Sensei“ (1955), 1956 „Yokoyama Taikan Sensei“, „K Sensei“ (1961) und „Tokutomi Sensei“ (1972).